# For You, For Me Tour
For You, For Me Tour (oglaševana tudi pod imenom KylieUSA2009) je deveta koncertna turneja avstralske pevke Kylie Minogue. To je njena prva pomembnejša turneja po Severni Ameriki. Glasbeni kritiki so turneji dodelili v glavnem pozitivne ocene in Kylie Minogue je kljub kritiziranju njene založbe in dejstva, da je turnejo organizirala na tem področju, z le-to zaslužila več kot tri milijone dolarjev.

## Ozadje
Leta 2002 so se pojavile govorice, da bo Kylie Minogue s svojo takratno turnejo, KylieFever2002, nastopila tudi v Združenih državah Amerike in Kanadi, saj so tako album Fever kot njegovi singli tudi tamkaj poželi velik uspeh. Na začetku so verjeli, da Kylie Minogue ni želela nastopiti na manjših koncertih, vendar so kasneje potrdili, da njena založba ni želela organizirati turneje po Združenih državah Amerike in Kanadi. Kylie Minogue je vseeno nastopila na nekaj koncertih v Združenih državah Amerike, in sicer v sklopu vsakoletnega koncerta Jingle Ball podjetja KIIS-FM, in sicer na koncertih v Anaheimu, Houstonu, Miamiju, Filadelfiji in New York Cityju.
Organizacijo turneje so potrdili 6. maja 2009 preko revije Billboard. Kylie Minogue je ob oznanitvi dejala: »Že leta sem si želela organizirati turnejo po Ameriki in Kanadi in vem, da moji tamkajšnji oboževalci na to čakajo že zelo dolgo. Navdušena sem, ker je ta trenutek končno prišel.« Bill Silva, vodja organizacije Bill Silva Presents, je dejal: »Kylie ima tudi zunaj Severne Amerike zelo uspešno kariero, zato je trajalo nekaj časa, preden je našla čas za turnejo po ZDA in Kanadi. Njeni čudoviti oboževalci bodo za svojo potrpežljivost nagrajeni z izkušnjo njenega koncerta in celotnim spektaklom nastopa.« Kylie Minogue je turnejo med drugim promovirala z nastopom v oddaji Today Show, kjer je povedala, da si je že zelo dolgo želela oditi na turnejo po Severni Ameriki, a ji tega ni dopustil njen menedžer. V intervjuju z revijo BlackBook Magazine je Kylie Minogue spregovorila o svojih oboževalcih v Severni Ameriki: »Moji oboževalci v Ameriki niso številčni, a če štejemo duha, jih je ogromno. In bili so zelo potrpežljivi. Mislim, da jih je šokiralo, ko sem dejala, da bom organizirala turnejo tam, saj so se sprijaznili z dejstvom, da se to ne bo nikoli zgodilo. A vsa ta leta sem bila iskrena, ko sem dejala, da si zelo želim oditi na turnejo po Združenih državah Amerike,« in o tem, kaj se lahko od turneje pričakuje: »Odločila sem se, da bom sledila popolnoma drugačni, pametnejši smeri, kjer še nisem bila, saj večina mojih ameriških oboževalcev še ni obiskala nobenega mojega koncerta. Zato smo se glede na te finančne čase dobro odločili, da bomo skupaj združili 'najboljše' mojih prejšnjih turnej.« Jean-Paul Gaultier je oblikoval nekaj kostumov za turnejo.
Kylie Minogue je v kasnejših intervjujih o turneji povedala: »To je bila mikroturneja, a moram reči, da se mi je zdela zelo pomembna [...] Bila je misija iz srca... Bilo je kot... Kot da bi mojo denarnico zažgali, saj nisem imela od turneje popolnoma nobene finančne koristi, a z njo sem dosegla točko, ko sem lahko rekla: 'To je to! To sem si želela!' Zelo me je nagradila. Če pogledam nazaj in v svoje srce, sem zelo zadovoljna.«

## Seznam pesmi
Akt 1: Vesolje
1. »Overture« (vključuje elemente pesmi »Over the Rainbow«, »Somewhere« in »The Sound of Music«) (inštrumentalni uvod)
2. »Light Years«
3. »Speakerphone«
4. »Come into My World«
5. »In Your Eyes«

Akt 2: Vse je tabu
1. »Vse je tabu«, mešanica pesmi:
  1. »Shocked« (vključuje elemente pesmi »Do You Dare?«, »It's No Secret«, »Give Me Just a Little More Time«, »Keep on Pumpin' It in »What Kind of Fool (Heard All That Before)«)
  2. »What Do I Have to Do« (vključuje elemente pesmi »I'm Over Dreaming (Over You)«)
  3. »Spinning Around« (vključuje elemente pesmi »Finally«, »Fascinated", »The Real Slim Shady«, »Buffalo Gals«, »Ride on Time« in »Such a Good Feeling«)
2. »Better Than Today« (novi singl z njenega takrat prihajajočega albuma Aphrodite)

Akt 3: Razkrito
1. »Like a Drug"
2. »Can't Get You Out of My Head« (vključuje elemente pesmi »Blue Monday« in »Boombox«)
3. »Slow«
4. »2 Hearts«

Akt 4: Navijačice
1. »Red Blooded Woman« (vključuje elemente pesmi »Where the Wild Roses Grow«)
2. »Heart Beat Rock« (vključuje elemente pesmi »Nu-di-ty«, »Slow« in »Mickey«) (plesni uvod) [8]
3. »Wow«

Akt 5: Zvezdnata noč
1. »Tema White Diamond« (vključuje odlomke iz filma Čarovnik iz Oza, Casablanca, A Streetcar Named Desire, Bulvar somraka, Vse o Eve, Beyond the Forest in Mommie Dearest ter citate Judy Garland, Marilyn Monroe, Bette Davis, Katharine Hepburn in Jayne Mansfield) (video uvod)
2. »White Diamond« (baladna različica)
3. »Confide in Me«
4. »I Believe in You« (baladna različica)

Akt 6: Pop paradiž
1. »Burning Up« (vključuje elemente pesmi »Vogue«)
2. »The Loco-Motion«
3. »Kids«
4. »In My Arms«

Dodatne pesmi
1. »Better the Devil You Know« (vključuje elemente pesmi »So Now Goodbye«)
2. »The One«
3. »Love at First Sight«

Opombe
- Na seznam pesmi, izvedenih na turneji, so vključili tudi pesem »On a Night Like This«, in sicer emd pesmima »The Loco-Motion« in »Kids«, vendar je nikoli niso zares izvedli.
- S pesmijo »Got to Be Certain« je Kylie Minogue nastopila 3. oktobra v Las Vegasu, saj jo je zahtevalo občinstvo. Takrat je nastopila tudi s prvimi nekaj kiticami pesmi »I Gotta Feeling« glasbene skupine The Black Eyed Peas.
- Z drugačno različico pesmi »I Should Be So Lucky« je Kylie Minogue nastopila pred pesmijo »The One« na koncertu 4. oktobra v Hollywood Bowlu. Prikazali so videospot, ki ga je oblikoval zmagovalec tekmovanja »Speakerphone«, tekmovanja za oboževalce, ki oblikujejo videospote za njene pesmi.[13]
- S pesmijo »Your Disco Needs You« je Kylie Minogue nastopila na koncertu 7. oktobra v Chicagu, saj jo je med težavami z elektronskimi napravami zahtevalo občinstvo. Z glasbeno skupino jo je izvedla tudi med koncertom 9. oktobra v Torontu, in sicer pred pesmijo »Love at First Sight« in oboževalci so ji tedaj namenili bučen aplavz, saj jo je zapela v francoščini. S pesmijo je ponovno nastopila pred izvedbo pesmi »The One« na koncertu 12. oktobra v New York Cityju.
- Drugačna različica pesmi »I Should Be So Lucky«, podobna tisti, izvedeni med njeno turnejo Intimate and Live Tour na koncertu 4. oktobra v Los Angeles, je bila izvedena na koncertu v New York Cityju 13. oktobra, zadnjem koncertu v sklopu te turneje.

## Datumi koncertov
| Datum              | Mesto         | Država                  | Prizorišče              |
| ------------------ | ------------- | ----------------------- | ----------------------- |
| Severna Amerika    |               |                         |                         |
| 30. september 2009 | Oakland       | Združene države Amerike | Teater Fox Oakland      |
| 1. oktober 2009    | Oakland       | Združene države Amerike | Teater Fox Oakland      |
| 3. oktober 2009    | Las Vegas     | Združene države Amerike | Koncertna dvorana Pearl |
| 4. oktober 2009    | Los Angeles   | Združene države Amerike | Hollywood Bowl          |
| 7. oktober 2009    | Chicago       | Združene države Amerike | Paviljon UIC            |
| 9. oktober 2009    | Toronto       | Kanada                  | Center Air              |
| 11. oktober 2009   | New York City | Združene države Amerike | Dvorana Hammerstein     |
| 12. oktober 2009   | New York City | Združene države Amerike | Dvorana Hammerstein     |
| 13. oktober 2009   | New York City | Združene države Amerike | Dvorana Hammerstein     |

Odpovedi ali prestavljeni koncerti
| 7. oktober 2009 | Chicago, Illinois | Kongresno gledališče | Prestavljeno na paviljon UIC |

### Zaslužek
| Prizorišče             | Mesto         | Prodane vstopnice / vstopnice na voljo | Zaslužek    |
| ---------------------- | ------------- | -------------------------------------- | ----------- |
| Gledališče Fox Oakland | Oakland       | 5.280 / 5.592 (94%)                    | 401.709 $   |
| Koncertni teater Pearl | Las Vegas     | 2.394 / 2.394 (100%)                   | 222.265 $   |
| Hollywood Bowl         | Los Angeles   | 8.108 / 8.504 (95%)                    | 749.957 $   |
| Paviljon UIC           | Chicago       | 4.021 / 4.021 (100%)                   | 299.536 $   |
| Center Air             | Toronto       | 7.679 / 7.837 (98%)                    | 568.604 $   |
| Dvorana Hammerstein    | New York City | 9.650 / 10.100 (95%)                   | 853.150 $   |
| SKUPAJ                 | SKUPAJ        | 37.132 / 38.448 (97%)                  | 3.095.221 $ |

## Sprejem s strani kritikov
Večinoma so glasbeni kritiki turneji dodelili povprečne ocene. Ker so bili »prijetno presenečeni nad bliščem in glamurjem Kyliejine turneje ter močjo, s katero je pritegnila vse oboževalce«, so ji vegaški organizatorji tamkajšnjih koncertov ponudili začasno prebivališče v mestu, da bi tam organizirala še več koncertov.
- Novinar revije San Francisco Chronicle, Aidin Vaziri, je koncertu v Oaklandu dodelil pozitivno oceno: »Nemogoče je opisati celoten spektakel, ki nam ga je ponudila Kylie: del vegaške ekstravagance, del znanstvenofantastične pustolovščine, cel blišč. Vključeval je zlate tigre, konfete, z diamanti posute nogometaše, digitalne dodatke in trojanske vojščake. No, zakaj pa ne? [...] Dejstvo, da se ji je uspelo ujemati z vsem tem, je že samo po sebi neverjetno. Zdelo se mi je, da so koncert namenoma oblikovali tako, da ga še z lune niso mogli zgrešiti: vključili so ogromno video projektorjev, na vseh zaslonih se je videlo mnogokrat povečano Kylie Minogue, kako poje. Oder je bil napolnjen z glasbeniki in včasih z vojsko robotov. S svojo garderobo je očitno želela na kolena spraviti še Lady Gaga. [...] Z izjemo občasnih balad, ki so nas opozarjale na dejstvo, da ima sicer relativno majhen glasek niso naredili nobene napake. Temu so torej sledili eno prijetno presenečenje za drugim, najbolj navdušeni pa so bili seveda oboževalci, ki so na to čakali tako dolgo.«[20]
- Tudi novinar revije Rolling Stone, Barry Walters, je koncertu v Oaklandu dodelil pozitivno oceno: »Kylie Minogue nima močnega vokala, a, podobno kot Diana Ross, vseeno samozavestno priredi uspešne turneje. [...] Koncert se je pričel z mešanico njene pesmi 'Burning Up' in Madonnine pesmi 'Vogue' in večina koncerta je pravzaprav nadaljevanje Madonnine turneje Blonde Ambition, a tega vseeno niso mogli doseči. [...]  Razlika je v tem, da ima Kylie Minogue blišč, ki se ga ne da kupiti. Celo sredi vseh tistih posebnih efektov je najuspešnejša njena karizma, ki občinstvo naravnost zasvoji.« Kljub temu pa je Barry Walters kritiziral audio učinke: »... čez mešanico različnih pesmi iz njenih zadnjih treh albumov, singlov drugih izvajalcev in neizdanega gradiva njena glasbena skupina pogosto ne sledi Kyliejini pop popolnosti. Mnogo pesmi, predvajanih na začetku turneje, so tako spremenili, da so postale skoraj nerazpoznavne.« Pohvalil pa je odrsko karizmo Kylie Minogue: »Kadar mora, lahko Kylie svoje majhno telo vrti po odru tako, da sledi profesionalnim plesalcem. Še bolj zanimiva je bila njena drža: pogosto je naredila nepotrebne gibe in včasih se je zdelo, da je v zraku počasnejša, kot ji dopušča gravitacija. Pri enainštiridesetih je bolj privlačna kot je bila v svojih dvajsetih. Njena milina je še bolj neverjetna, njen čar pa je v njeni skrivnostnosti.« Omenil je tudi nepričakovano metanje blazin oboževalcev na oder med nastopom pesmi »Wow«, s katerim so želeli izraziti svoje navdušenje, na katerega se je Kylie Minogue odzvala tako, da je nekatere blazine prijela, »kot da bi ji dali naravnost neverjetno prijetno presenečenje«: »Samo najboljši zvezdniki se lahko znajdejo tudi v tako nepričakovanih situacijah in Kylie je ena od njih.«[11]
- Mikael Wood iz revije Los Angeles Times je koncertu dodelil pozitivno oceno: »Kakšen je bil nedeljski koncert Kylie Minogue v dvorani Hollywood Bowl? Takšen, v kakršnem je bilo več plesalcev kot glasbenikov, takšen, kjer so še spremljevalni vokalisti zamenjali ogromno število kostumov, takšen, kjer je bil v ospredju ogromen projektor v obliki lobanje, pod katerim so se zvijali futuristični roboti. [...] Za razliko od Madonne ali Lady Gaga Kylie Minogue za to turnejo ni žrtvovala svoje neznanske moči. Njena podoba je tu še bolj nežna, še bolj duhovna, zato postane še bolj podobna dance-pop divi, kakršna je bila prej in čeprav je nedeljskega koncerta, prirejenega v sklopu njene prve severnoameriške turneje, že konec, se ga še zdaj spominjam, posebej po tem, ker ta koncert ni bil kratek zmazek ali samoosredotočeni spektakel, saj je bil prijeten in ne grozeč. Ko je Kylie Minogue jezdila tisti s stropa viseči bleščeči lobanjski svod, se ni predstavila kot diktatorka ali boginja, temveč kot stevardesa letalske združbe Kylie, ki bo hitro in s stilom ustregla vsem našim željam. In to je tudi storila, saj je na zadovoljstvo svojih oboževalcev v komaj dveh urah izvedla dvanajst različnih pesmi v spremstvu odličnih vokalov [...] V nedeljo nam je Kylie Minogue postregla s previdno sestavljeno koreografijo, primerno za pop arene na nenavadni stopnji človeške toplote, pa če je paradirala naokoli v oprijetih usnjenih hlačah ali nastopala v prizoru s tušem, prikazanem na projektorju.« Kritiziral je samo »duhamorne balade, ki jih je po vsej verjetnosti navdihnil film Sunset Boulevard, s katerimi je očitno želela posvojiti stil starega Hollywooda, a je z njimi le zabrisala sledi ljubkega lika, ki ga je ustvarila v prejšnjih devetdesetih minutah.« Nazadnje je v oceni napisal: »... Ta ženska ve, kako prebrati celotno sobo [...] in nihče v sodobnem času se ne more meriti z njo.«[21]
- Andrew Barker iz revije Variety je koncertu dodelil mešano oceno: »S svojim nastopom v areni Hollywood Bowl Kylie Minogue ni ravno razložila, zakaj je njeno dance pop delo ni prej doseglo Združenih držav, z njim pa se tudi ne bo prikupila ameriškim agnostikom, saj se je s koncertom predstavila kot maksimalistična osebnost, kar pa je zadovoljilo samo njene redke oboževalce. [...] Brez ironije lahko ta koncert primerjam z Madonninim oponašanjem Beyonce na Olimpijskih igrah. Nastop Kylie Minogue je očarljivo povprečen; pričaral je spektakel, ki pa ga lahko skupaj spravi vsaka povprečna zvezdnica. [...] Ostalo gradivo Kylie Minogue se lahko opiše kot serijo nasprotij: njena glasba je neusmiljeno površna, ne ravno slogovno raznolika in seksi, a nikoli seksualna.« Njen glas je opisal z naslednjimi besedami: »Njen glas je majhen in primankuje mu globine, še vseeno pa je očitno spreten in kadar je treba, lahko Kylie Minogue s svojim vokalom zadane nekaj velikih tonov -- in za razliko od njenih spremljevalnih vokalistov njen glas zveni neverjetno živo.« Kritiziral je nekaj delov koncerta: »Pozen agresivno energičen kabaretno obarvan nastop s pesmijo 'Wow' je končno prestopil mejo okusa; v njem je Kylie Minogue nastopila na vrhu ladje, ki je visela na stropu, ob njej pa so kot v kakšnem kvazi-pornografskem fulmu stopali na pol slečeni moški spremljevalni plesalci, oblečeni v nogometne drese, kar je izpadlo neprijetno bizarno.« Kljub temu je pohvalil konec koncerta: »Po drugi strani pa sta bila nastopa s pesmima 'In My Arms' in 'Love at First Sight', s katerima se je koncert končal, čudovita. Obe pesmi sta bili malo bolj prazni kot kalorije, a predstavljata vse, kar je najboljše pri dance pop glasbi, in zaradi navdušenja, ki sta ga izrazila tako Kylie Minogue kot njeno občinstvo, sem pomislil, da se Amerika še zaveda ne, kaj je vsa ta leta zamujala.«[22]
- Keith Caulfield iz revije Billboard je koncertu dodelil pozitivno oceno: »Kylie Minogue ve, kako že ob prihodu narediti vtis. V svojem prvem nastopu v Los Angelesu, v Hollywood Bowlu je pop diva blestela pred projektorjem v obliki diamantne lobanje. In to je bil samo začetek najboljšega koncerta njene kariere, ki je vključeval številne kostume, ogromen digitalni projektor, osupljive laserje in stroje, ki so ustvarjali meglo. [...] Med nastopom v Hollywood Bowlu je Kylie Minogue pobrskala po svojih starih katalogih in nam postregla s svojim prvim singlom, 'The Loco-Motion', ki jo je navdihnil muzikal Kabaret, zatem pa je s plesalci izvedla še nekaj novejših uspešnic, kot je pesem 'Can't Get You Out Of My Head'. Bodimo iskreni - to ni bil še eden izmed tistih šovov, kjer pevci sploh ne pojejo zares. Kylie Minogue je pela v živo in nikoli ji ni zmanjkalo glasu. [...] Že v drugih državah se je čudovito izkazala - tokrat je prvič v Združenih državah Amerike - a Američanom je postregla s pravo poslastico, da smo se zavedli, kaj so vsa ta leta zamujali.«[12]
- Tudi John Dugan iz newyorške revije Time Out je koncertu dodelil pozitivno oceno: »Zvezda tiste noči v paviljonu UIC je bila samo ena, in sicer svetlolasa lepotica z zlatim mikrofonom - in laserji. Sicer se je vse pri prvi ameriški turneji Kylie Minogue spremenilo v komaj petnajstih minutah - kostumi plesalcev, svetloba in bleščeča grafika na navpični zaslon, garderoba avstralske pop dive, glasbena scena - celoten teatralni scenarij. V dveh urah je nastopila kot stevardesa, podobna glavnim junakinjam filma Barbarella ('Come into my World'), v nastopih, ki so ga navdihnili filmi Stephena Sprousea iz osemdesetih ('Shocked'), nastopih z napihnjenimi fanti, v telovadnici/bazenu, kjer poje na ogromnem konju v zraku ('Red Blooded Woman'), z navijačicami in srednješolsko glasbeno skupino ('Wow'), kot vojaško dekle ('Like a Drug'), kot hollywoodska starleta z diamantnim nakitom ('White Diamond'), v bordelu v New Orleansu, oblečena v spodnje perilo ('Locomotion') ... vse skupaj pa so spremljali še občasni video posnetki na ekranu s citati, kot je 'Toto, nisva več v Kansasu,' ter pesmi, kot je 'Somewhere Over the Rainbow'. [...] Enainštiridesetletnica se je po bitki z rakom na prsih končno vrnila in v zadnjem letu je zavladala glasbenim scenam v enaindvajsetih državah - predvsem s svojim glasom, svojimi koncerti, svojimi šalami in s svojim občasnim plesom. [...] Koncert se je končal z nastopom s pesmijo 'Love At First Sight' in letečimi konfeti. Za večino občinstva je bil to resnično prvi vtis - in čeprav je Kylie tako majhna, je naredila velik vtis.«[23]
- Tudi Sophie Harris iz chicagške revije Time Out je koncertu dodelila pozitivno oceno: »Koncert je bil bleščeč, največji spektakel kar jih je bilo kdaj v dvorani Hammerstein [...] Najboljši del koncerta pa so bili histerični trenutki. S pesmijo 'Confide in Me' je Kylie Minogue dala vtis, da je NYC obiskala že neštetokrat. Sedaj že odrasla ženska je med nastopi izgledala elegantno in sproščeno; njen glas je posebno dober v počasnejših baladah. Njen nastop s pesmijo 'I Believe in You' je bil čudovit; začela je nekoliko raztreseno, nato pa vzcvetela, ko so jo posuli z vrtničnimi listi. [...] Ključ njene očarljivosti je dejstvo, da v vsem pravzaprav uživa.«[24]
- Ben Ratliff iz revije The New York Times je koncertu v New York Cityju dodelil mešano oceno: »Tenor celotnega šova je bilo veliko ime; bistvo turneje je bil kult umetnika. Zaradi tega je bil koncert - učinkovit, do potankosti premišljen, radodaren, drag, razdvojen med filmskim igranjem, kostumi ter plesom - zaprt alternativni resničnosti. [...] To, kako se je je med njenim kraljevanju evropskemu popu ameriško občinstvo dolgo izogibalo, je dolga zgodba: in v njej ni nobenega Bronxa. Gdč. Minogue je vsa ta leta preučevala Madonno, a morda ta država poleg Lady Gaga - ki vključuje elemente tako gdč. Minogue in Madonne - potrebuje samo še eno blond, digitalno dobro prodajano, burleskno umetnico, narejeno za stadione. A glas Kylie Minogue je veliko boljši od Madonninega: po vsej verjetnosti zato, ker Kylie vedno poje v obsegu, ki se ji zdi pravi zanjo. In Madonna se je že od vsega začetka spopadala s transgresijo, gdč. Minogue pa svoje nastope sestavlja iz stvari, ki se ji zdijo naravne in ki si jih želi. Med pesmimi, ki jih je izvedla v torek, je mirno pozirala oboževalcem. Poje pesmi o tem, kako naj vsi uživamo življenje, brez kakšnega posebnega sporočila. [...] Nekaterim je veliko pomenilo tudi dejstvo, da je z glasbeno skupino nastopala v živo - bobni, bas kitara, kitara in klaviatura - a vse skupaj je zvenelo kot ogromen sintetizator. Kljub temu pa so bili vsi plesalci, moški in ženski, neverjetni. [...] Gdč. Minogue je izjemno spretna v kompleksnih statističnih pozah v enih izmed zase najbolj značilnih kostumov; [...] je pa tudi zelo fizično spretna, pleše lahko tudi v visokih petah, hodi pa še bolje kot njeni plesalci. [...] 3.500 ljudi na stadionu je na njenem koncertu tako uživalo samo zato, ker je tako inteligentna.«[25]
- Tudi novinar revije Entertainment Weekly, Adam Markovitz, je koncertu dodelil pozitivno oceno: »Sinoči je v dvorani Hammerstein v New York Cityju potekala dvourna disko fantazija svetlobe, bas kitare in svetlečega spektakla, vrednega oboževanja ameriških oboževalcev. Zaradi svoje velike zbirke pesmi je Kylie postala ena izmed tistih oseb, ki so zaradi čudovitih kostumov lahko hkrati vesoljska princeska, rock zvezda in čarobna morska sirena. Vsako točko so spremljale tudi fotografije na ogromnih projektorjih. Občinstvu so postregli s starimi, novimi in prihajajočimi uspešnicami, posuli pa so nas tudi z rožnimi listi vrtnic in konfeti.« Pohvalil je tudi njene vokale in osebnost na odru: »... To ni bila letalska vaja z avtomatskim pilotom v slogu Spearsove. Obseg ni važen, važno je, da je Kylie s svojim glasom med točkami mirnom klepetala s svojim občinstvom, opazovala je njihove plesne gibe in prejemala njihove glasbene želje; vrste so se postavile že ob dveh zjutraj! Pozornost je pritegnila tudi s čudovito glasbeno skupino in tremi neverjetnimi spremljevalnimi pevci. Pri oboževalcih najbolj priljubljene balade 'Confide in Me' in 'I Believe in You' so bolj pokazale moč njenega vokala. [...] Oboževalci so z navdušenim rjovenjem Kylie počastili za njeno dvajsetletno kariero. Sramota, da so morali nanjo čakati tako dolgo.«[26]

## DVD
Decembra 2009 je revija Billboard oznanila, da bo Kylie Minogue izdala posnetke svojega nastopa iz koncerta v dvorani Hammerstein. Vključeval je vse nastope, z izjemo nastopa s pesmijo »Better Than Today«, ki so jo posneli za njen takrat še neizdani album. Album je izšel samo v digitalnem formatu, od 14. decembra 2009 pa je bil na voljo v vseh digitalnih trgovinah po svetu.
Nekaj nastopov s pesmimi so dodali tudi na dodatku albuma Aphrodite. Vključeval je nastope s pesmimi »White Diamond«, »Confide in Me« in »I Believe in You«.
3. marca 2011, ob začetku turneje Aphrodite World Tour v Združenih državah Amerike, so izdali digitalni EP. Poleg treh pesmi, ki jih je Kylie Minogue zapela na radiu BBC, v oddaji Live Lounge, so na njem izdali tudi dve pesmi, s katerima je nastopila na koncertu v dvorani Hammerstein: »Confide in Me« in »Better Than Today«, a slednja ni bila vključena na DVD Kylie: Live in New York.

## Ostali ustvarjalci
- Vodja: William Baker[28]
- Odrski oblikovalec: Alan MacDonald[28]
- Urejanje svetlobe: Nick Whitehouse[28]
- Video režiser: Tom Colbourne[28]
- Laser in posebni efekti: Lorenzo Cornacchia[28]
- Glasbeni režiser: Steve Anderson[28] &  Sarah deCourcy

Glasbena skupina
- Vodja glasbene skupine & klaviature – Sarah deCourcy
- Spremljevalni vokali – Roxanne Wilde, Lucita Jules
- Bas kitara – Jenni Tarma
- Bobni (električni in akustični) – Matthew Racher
- Kitara – Adrian Eccleston
- Producent, mešanje in programiranje: Steve Anderson
- Snemalec: Gary Bradshaw
- Saksofon – Graeme Blevins
- Trobila – Barnaby Dickinson
- Trobenta – Graeme Flowers